# KV28
KV28 es una tumba egipcia del llamado Valle de los Reyes, situado en la orilla oeste del Nilo, a la altura de la moderna ciudad de Luxor. Presenta todas las características típicas que indican que estuvo destinada al enterramiento de un noble de la dinastía XVIII cuya identidad se desconoce.

## Situación
KV28 está a unos pocos metros de KV27, en la zona oriental del Valle, alejada de todas las tumbas reales. Otros sepulcros que se encuentran próximos a ella son KV44 y KV45 al norte y KV21 al sur. El hecho de que la tumba real más cercana y posible contemporánea al sepulcro número 28 de la necrópolis sea KV43, de Thutmose IV, podría indicar que fue construida durante su reinado para albergar el cuerpo de uno de sus mejores funcionarios.
El perfil de la tumba responde al modelo estándar de un enterramiento destinado a un noble en el Valle de los Reyes -un hecho infrecuente pero no insólito, ya que hay decenas de tumbas no reales en este lugar-: un pozo de entrada y una única sala, ambos perfectamente excavadas, de dimensiones modestas y carentes de decoración. La única peculiaridad que posee arquitectónicamente KV28 es el incipiente comienzo de una nueva estancia en la cámara, cuyo proyecto fue finalmente desestimado. Como la vecina KV27, KV28 parece haber sufrir alguna inundación a lo largo de su historia, pero su estructura no se ha visto dañada.

## Excavación
Aunque es probable que la tumba estuviera abierta desde la antigüedad, no existe mención alguna de ella hasta la visita de Wilkison en la década de 1830. No obstante, no pareció llamar mucho la atención hasta finales del siglo XX, cuando fue desescombrada y exhaustivamente analizada por la expedición de la Pacific Lutheran University, dirigida por Donald P. Ryan. Estos trabajos fueron paralelos a los de KV27, y arrojaron resultados similares.
Ryan concluyó que, como su vecina, KV28 data de mediados de la dinastía XVIII, probablemente del reinado de Thutmose IV o quizás de Amenhotep III, y que en ella fueron enterradas al menos dos personas. Los trabajos trajeron a la luz fragmentos de un vaso canopo, vendajes de momias e incluso algunos restos humanos. Sin embargo, aún no se ha descubierto, y hay pocas posibilidades de que se averigüe, la identidad de los propietarios de la tumba, seguramente un matrimonio.